# Johann Wilhelm Weinmann

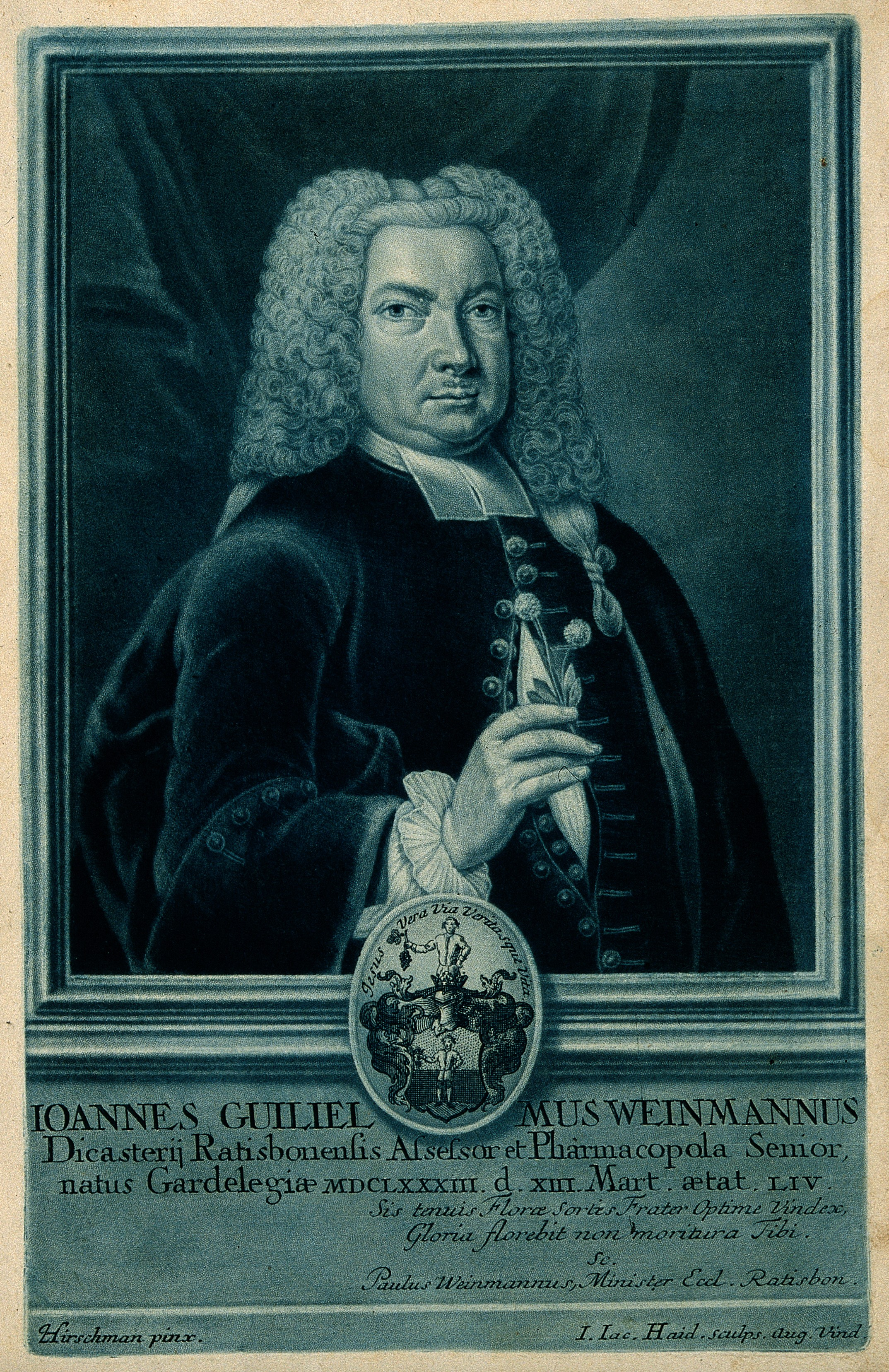
Mezzotinto-Porträt Weinmanns von Johann Jacob Haid nach Hirschmann, veröffentlicht in Phytanthoza iconographia

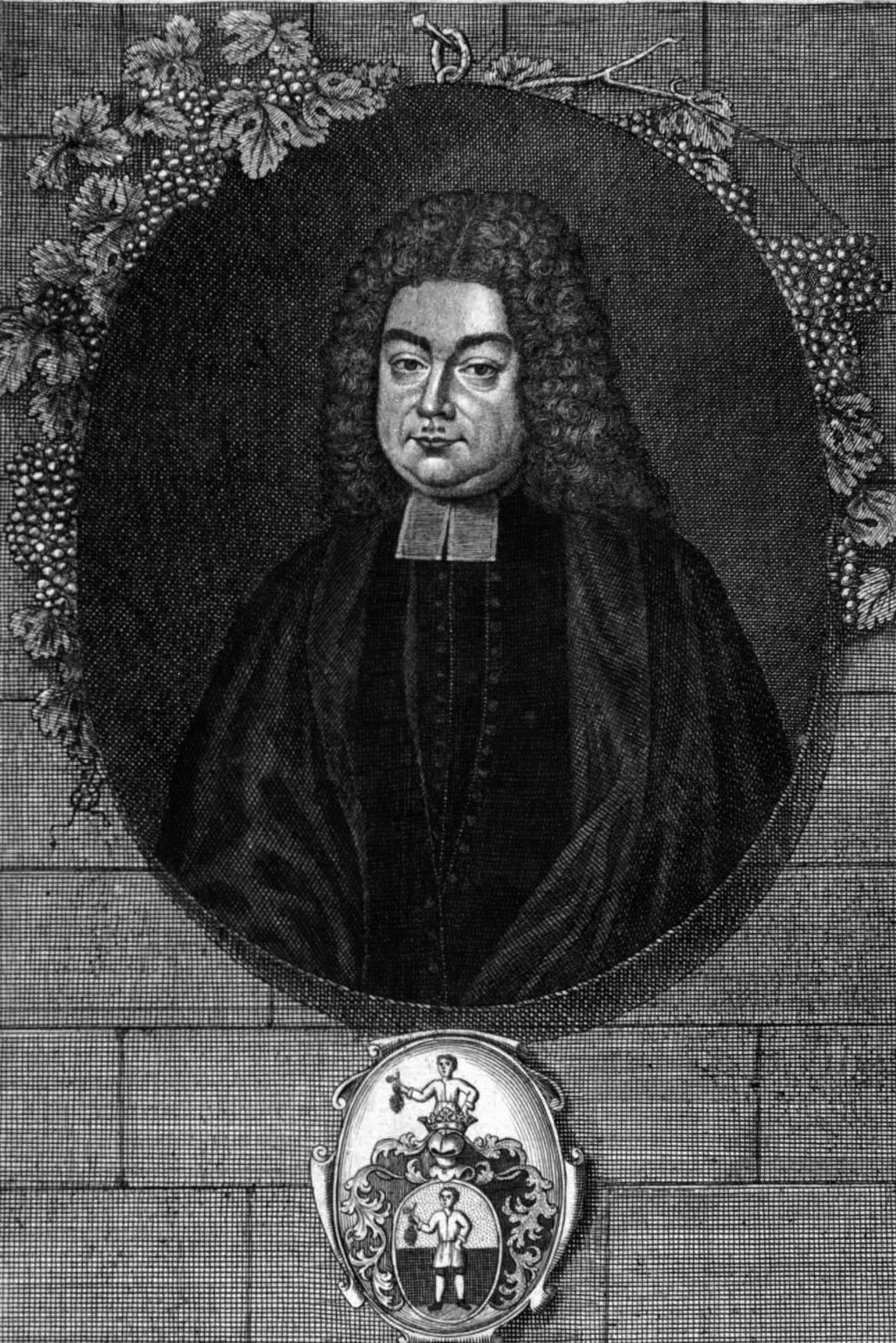
Johann Wilhelm Weinmann (1717)

 Johann Wilhelm Weinmann  (* 13. März 1683 in Gardelegen; † 1741) war ein deutscher Apotheker und Botaniker. Sein offizielles botanisches Autorenkürzel lautet „J.W.Weinm.“

## Leben und Wirken

### Leben
Weinmann war ein Sohn des Friseurs Matthias Christian Weinmann (1652–?). Seine Ausbildung absolvierte er vermutlich in Hamburg, von wo aus er 1710 nach Regensburg gelangte und als Apothekergehilfe in der Elefantenapotheke  arbeitete.
1712 konnte er sich mit dem Kauf der bankrotten Apotheke „Zum schwarzen Mohren“  selbstständig machen. Die Geschäfte der seit 1649 bekannten „Apotheke am Kohlenmarkt“ nahe dem Marktturm florierten gut. In der Stadtverwaltung gewann Weinmann Aufmerksamkeit und konnte einflussreiche Posten als Mitglied des Äußeren Rats und als Stadtgerichtsassessor erreichen. Als 1713 in der Stadt die Pest ausbrach lieferte er Arzneimittel in das auf der Donauinsel Unterer Wöhrd eingerichtete Lazarett.
Weinmann begann mit der Anlage eines eigenen botanischen Gartens, der 1722 nach eigener Aussage über 9000 Arten umfasste.

### Phytanthoza iconographia
Pflanzen seines Gartens lieferten ihm die Naturvorlagen für sein vierbändiges botanisches Prachtwerk Phytanthoza iconographia (bildliche Beschreibung von Pflanzen und Blumen). Das Werk wurde von 1734 bis 1745 in Teillieferungen mit insgesamt 1025 Bildtafeln veröffentlicht. Für die Ausgabe des Werks mussten ca. 4000 Pflanzen als Vorlage für den Stich gezeichnet und mit Aquarellfarben gemalt werden. Als Maler wirkte Georg Dionysius Ehret, der aber die Arbeit einstellte, noch bevor die Hälfte erledigt war. Auch zwei Nachfolger stellten die Arbeit vor der Fertigstellung ein. Erst eine Nachfolgerin namens N. Asam (sehr wahrscheinlich eine Verwandte der Brüder Asam, die zu der Zeit in Regensburg tätig waren) vollendete das Werk.
Der Stich der Bildtafeln mit Übertragung auf die Kupferplatte erfolgte in Augsburg durch Bartholomäus Seutter, der das Werk in seinen Verlag aufnahm, durch Johann Jakob Haid und durch Johann Elias Ridinger. Der farbige Druck der Blätter erfolgte in einer neuen Technik, die noch so starke Mängel erzeugte, dass die fertigen Drucke noch per Hand retuschiert und nachgemalt werden mussten. Die Texte verfassten drei Regensburger Ärzte.

## Ehrungen
Carl von Linné benannte nach ihm  die Pflanzengattung Weinmannia aus der Familie der Cunoniaceae.
In Regensburg wurde im Stadtteil Äußerer Westen eine Straße nach ihm benannt.

## Schriften (Auswahl)
- Catalogus Alphabetico ordine exhibens Pharmaca, Tam Simplicia, quam Composita, Galenica & Chimica, quae rite praeparata extant In Pharmacopolio… 1723 (Digitalisat).
- Eigentliche Darstellung einiger Tausend in allen vier Welt-Theilen gewachsener Bäume, Stauden, Kräuter, Blumen, Früchte und Schwämme […]. Hieronymus Lentz, Regensburg 1735.
- Phytanthoza iconographia. 4 Bände, Hieronymus Lentz, Regensburg [1734]–1745 (Digitalisat).
  - Taalryk register der plaat-ofte figuur-beschryvingen der bloemdragende gewassen. 4 Bände. Zacharias Romberg, Amsterdam 1736–1748 – übersetzt von Johannes Burman.
- Thesaurus rei herbariae. Johann Elias Haid, Augsburg 1787 (Digitalisat).
- In den „Breslauischen Sammlungen“ veröffentlichte Weinmann kleinere Arbeiten über Aloe, Wasserschierling, Kaffee und den Tulpenbaum.